# 土田菜摘
土田 菜摘（つちだ なつみ 1974年 - ）は、日本のイラストレーター。

## 概要
兵庫県西宮市出身。慶應義塾大学文学部卒業。大学卒業より7年間システムエンジニアとして働く。2003年1月より渋谷アートスクールに通う。2004年4月よりウェブデザイナーとなる。2005年4月よりイラストレーターとなる。やわらかくあたたかみのある作風で、風景や建築物を中心に描いている。
2010年1月に実施された東武百貨店×JMAA×久米繊維のデザインコンテストに出した鮒を箸で掴む作品が1位になる。
2014年の小山市制施行60周年記念誌のイラストのコーナーで名物や風景のイラストを描く。
2015年9月には東親子での作品を展示するイベントを実施する。土田菜摘の父は七宝焼の陶芸家であり、この父の陶芸の作品と娘のイラストを展示するイベント。2022年10月にも親子でのイベントを実施する。
大学入学より25年間東京在住であったが、2018年より再び兵庫県西宮市で暮らすようになる。
2019年から2020年にかけて、東京と大阪で2020年カレンダー原画展「つかの間、ベルリン」という個展を開催する。旅行で訪れたドイツをモチーフとした作品が展示される。
2022年度版の三省堂から出版される高等学校の英語の教科書の表紙のイラストを描く。
2023年には東京で2023年カレンダー原画展「いつか行きたい～to towns around the world～」を開催する。コロナ禍によりこの数年間は海外旅行に行けなかったため、せめて気分だけでも味わいということがモチーフとされる。テレビ番組を観て描いたイラストを展示。
阪神・淡路大震災の教訓からの、被災地や避難所での生活に役立つ情報をイラストで紹介する「被災地の知恵[イラスト版]」のイラストを描く。